# J. C. Fargo
James Congdell Strong Fargo (5 de mayo de 1829 - 8 de febrero de 1915) fue presidente de American Express Company durante 30 años, y hermano del cofundador de American Express Company y Wells Fargo, William Fargo.

## Primeros años de vida
Fargo nació el 5 de mayo de 1829 en Watervale, Nueva York, una aldea no incorporada en el condado de Onondaga, al noreste de Pompey. Fue el séptimo de once hijos de William Congdell Fargo, de New London, Connecticut, y Stacy Chapell Strong. Su hermano mayor, el hijo mayor de William y Stacy, era William Fargo.

## Carrera
En 1845, cuando tenía quince años, se mudó a Buffalo, Nueva York, para trabajar para su hermano William, que operaba líneas rápidas entre Buffalo, Detroit, Míchigan y Albany, Nueva York . A Fargo, que originalmente era un dependiente, finalmente se le asignó la tarea de entregar paquetes de dinero. En 1847 a Fargo se le concedió el control de las operaciones en Detroit. Cuatro años más tarde, cuando la empresa se organizó como Wells Fargo & Company, Fargo fue nombrada superintendente de operaciones en el estado de Virginia.
En 1855, Fargo fue nombrado agente en la ciudad de Chicago, Illinois, de la American Express Company, sucesora de Wells, Fargo & Co. Luego fue ascendido a superintendente general de la división noroeste de la empresa. Partió hacia la ciudad de Nueva York en 1867 para asumir el cargo de director general de la American Express Company. Se convirtió en el tercer presidente de American Express después de la muerte de William en 1881, mientras que l ex congresista de los Estados Unidos Theodore M. Pomeroy siguió siendo vicepresidente. James fue cofundador, junto con William Fargo, de American Express. En 1914 fue sucedido en el cargo por George Chadbourne Taylor.

### Cheque de viajero
En algún momento entre 1888 y 1890, J. C. Fargo hizo un viaje a Europa y regresó frustrado. A pesar de que era presidente de American Express y de que llevaba consigo las tradicionales cartas de crédito, le resultaba difícil conseguir efectivo en cualquier lugar, únicamente lograba hacerlo en las grandes ciudades. Fargo acudió a Marcellus Flemming Berry y le pidió que creara una solución más eficiente que la carta de crédito tradicional. Berry, que había inventado el giro postal exprés en 1882, creó el cheque de viajero de American Express, mismo que fue lanzado en 1891 en denominaciones de 10 dólares, 20 dólares, 50 dólares y 100 dólares. 

## Vida personal
El 15 de diciembre de 1863, Fargo se casó con Frances Parsons Stuart. Fannie era hija del coronel John Stuart de Battle Creek, Míchigan. Ambos procrearon cuatro hijos, incluyendo a:
- William Congdell Fargo (1856-1941)[10] que se casó con Mary Stockwell Preston (1857-1912). [9]
- James Francis Fargo (1857-1937),[6] que se casó con Jane Lindley King.[11][12]
- Annie Stuart Fargo (1858–1884), que se casó con William Duncan Preston (1859–1920)

Dos de sus hijos trabajaron en las empresas American Express, National y Westcott Express. Su hijo William era el secretario y su hijo James era el tesorero.
Su esposa murió el 31 de agosto de 1896.
JC Fargo murió en su residencia en el 56 de Park Avenue en la ciudad de Nueva York, el 8 de febrero de 1915. Después de un funeral en la iglesia de St. Barnabas, fue enterrado en el cementerio Sleepy Hollow en Sleepy Hollow, Nueva York.